# Ermesinda I de Luxemburg

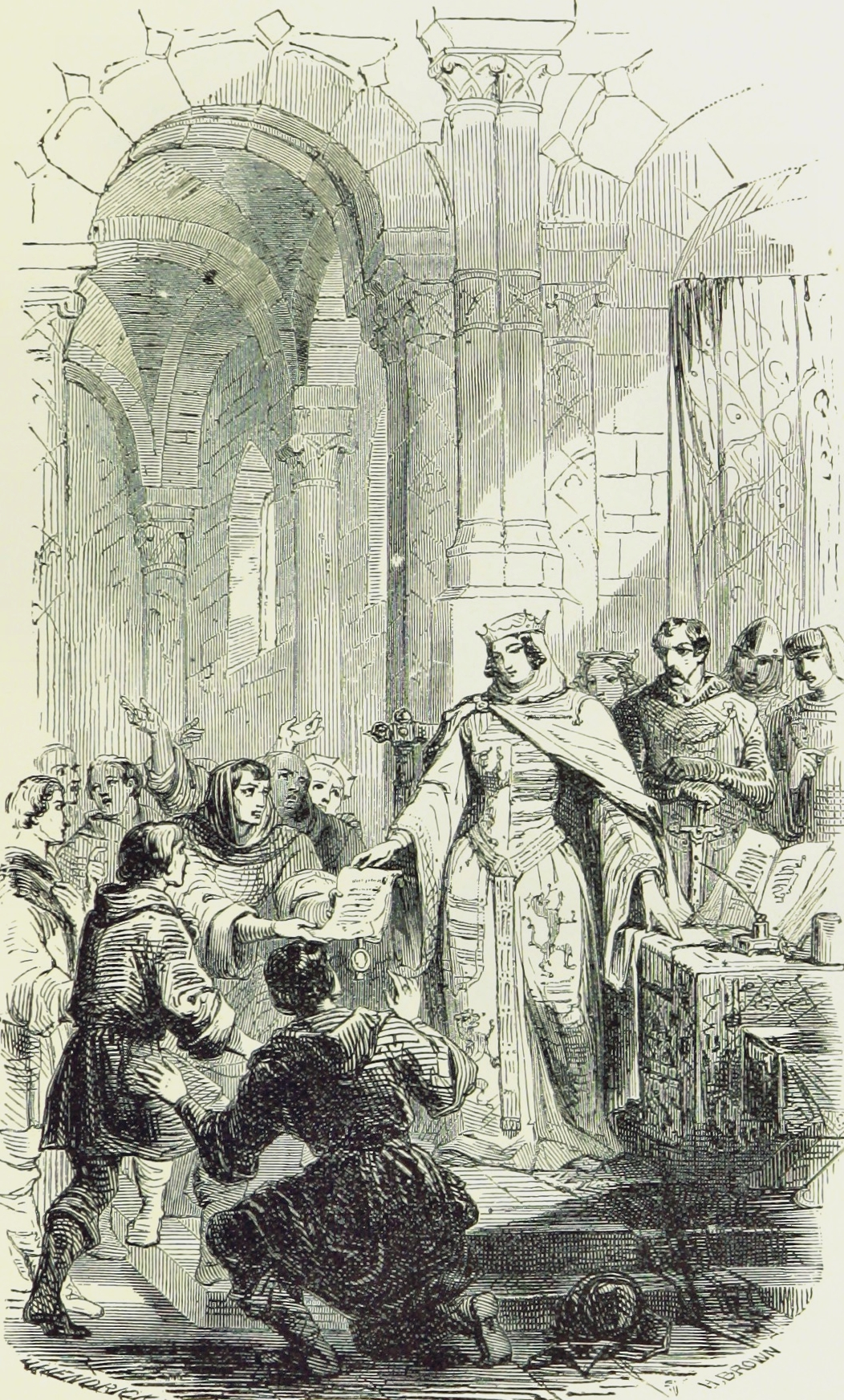
Ermesinde acordând privilegii orașului Echternach

Ermesinda de Luxemburg (sau Ermesinda de Namur) (n. 1186 – 12 februarie 1247) a fost contesă de Luxemburg, Laroche și Durbuy de la 1197 până la moarte.
Ermesinda a fost unicul copil al contelui Henric al IV-lea de Luxemburg și de Namur cu cea de a doua sa soție, Agnes de Geldern.
Anterior nașterii sale, bătrânul său tată Henric al IV-lea îl desemnase pe contele Balduin al V-lea de Hainaut ca fiindu-i succesor. Cu toate acestea, atunci când Ermesinda s-a născut în 1186 iar Henric al IV-lea a numit-o moștenitoare, a izbucnit un război de succesiune. La sfârșitul acestui conflict, s-a hotărât ca Balduin să dețină Namur, Ermesinda să păstreze Durbuy și La Roche, iar Luxemburg să fie restituit împăratului (Henric al VI-lea de Hohenstaufen, care ulterior a acordat acest fief fratelui său, Otto, contele de Burgundia.
Ermesinda a fost inițial logodită cu contele Henric al II-lea de Champagne, însă logodna a fost anulată în 1189. În schimb, primul său soț a fost contele Teobald I de Bar. Acesta a negociat cu succes cu Otto de Burgundia pentru ca acesta din urmă să renunțe la stăpânirea asupra Luxemburgului, astfel încât Theobald și Ermesinda au devenit conte și contesă de Luxemburg. Atunci când Theobald a murit în 1214, Ermesinda s-a recăsătorit cu ducele Waleran al III-lea de Limburg , care va guverna astfel și comitatul de Luxemburg. În 1223, Ermesinda și Waleran și-au afirmat pretențiile asupra Namurului împotriva marchizului Filip al II-lea, însă în cele din urmă tentativa lor nu a avut succes.
După moartea lui Waleram, Ermesinda a condus singură Luxemburgul, vreme de încă două decenii. Ea s-a dovedit un administrator eficient, conferind charte de libertate unor orașe și sporind prosperitatea în regiunile aflate sub conducerea sa.

## Copii
Ermesinda a avut următorii copii cu primul ei soț, Theobald I de Bar: 
- Reginald (d. înainte de 1214), senior de Briey
- Elisabeta (d. 1262), căsătorită cu Waleran al III-lea, duce de Limburg și senior de Monschau
- Margareta, căsătorită mai întîi cu contele Ugo al III-lea de Vaudémont (d. 1243); apoi, recăsătorită cu Henric de Bois, regent de Vaudémont.

Copiii avuți de Ermesinda cu Waleran al III-lea de Limburg au fost: 
- Henric (n. 1216–d. 1281), succesor în poziția de conte de Luxemburg
- Gerard (d. 1276), devenit conte de Durbuy
- Ecaterina (d. 1255), căsătorită cu ducele Matia al II-lea de Lorena